# Никослав Бјеговић
Никослав Бјеговић (рођен 16. новембра 1967. у Госпићу) је бивши српски фудбалер. Играо је у одбрани.

## Каријера
Након одслуженог војног рока, Бјеговић је дошао у Београд на студије и упоредо играо за Змај из Земуна. Током лета 1989. постао је члан београдског Партизана у време када је тренер био Иван Голац, а како је он брзо отишао, тако је и Бјеговић изгубио место у тиму. Није се касније изборио за место ни код Милоша Милутиновића, па је био позајмљен крагујевачком Радничком. Вратио се у Партизан и тражио раскид уговора. Отишао је затим код Милана Живадиновића у Раднички из Обреновца, па у београдски Палилулац, да би потом кренула прволигашка одисеја. Фудбалску афирмацију доживео као фудбалер ОФК Београда, новосадске Војводине (био и капитен), Црвене звезде. Као интернационалац једну сезону играо и у Кини, а у Швајцарској завршио каријеру у дресу Луцерна,
За репрезентацију Југославије је наступио на једном мечу, 23. децембра 1998. против Израела (0:2) у Тел Авиву.

## Трофеји
Црвена звезда
- Првенство СРЈ (1): 1999/00.
- Куп СРЈ (2): 1998/99, 1999/00.